# Freeform Five
Pour les articles homonymes, voir Freeform.
Freeform Five est un groupe de quatre membres situé à Londres : le producteur, musicien touche-à-tout et compositeur Anu Pillai, ainsi que les chanteurs Tamara Barnett-Herrin, Cabba et Nick Decosemo. Ils sont connus à la fois pour leurs remixes ainsi que pour leurs productions originales. Ils ont collaboré avec de nombreux artistes dont Mylo, Felix Da Housecat, Annie et X-Press 2.

## Discographie

### Albums
- Strangest Things (2004)
- Strangest Things (re-release incluant un disque avec des remixes) (2005)
- "Misch Masch: Mixed By Freeform Five (2005)"

### Singles
- Muscle Car (Mylo feat. Freeform Five) (2006)
- No More Conversations (2005)
- Eeeeaaooww 12" (2004)
- Electromagnetic 10" (2003)
- Perspex Sex 12" (2002)